# 伊尔瑟德
伊尔瑟德（德語：Ilsede，發音：[ˈɪlzədə]）是德国下萨克森州派讷县的市镇，面积72.22平方千米，2023年12月31日人口为22,080人。2015年1月1日，市镇拉施泰特并入伊尔瑟德。